# برايان جيمس بارنز
برايان جيمس بارنز (بالإنجليزية: Brian James Barnes)‏ هو كاهن كاثوليكي أسترالي، ولد في 23 مارس 1933 في Wingham, New South Wales ‏ في أستراليا، وتوفي في 9 مايو 2017 في سيدني في أستراليا.